# Бені шоґа
Бені шоґа (яп. 紅生姜) — це тип цукемоно (японських солінь). Воно робиться із тонко нарізаного імбиру соленого (маринованого) в умезу (梅酢), оцтового розчину, який утворюється під час маринування умебоші. Червоний колір бені шоґа має завдяки листю шісо (лат. Perilla frutescens var. crispa). Комерційне бені шоґа отримує свій відтінок завдяки штучним барвникам. Часто подається з японськими стравами, такими як ґюдон, окономіякі та якісоба.

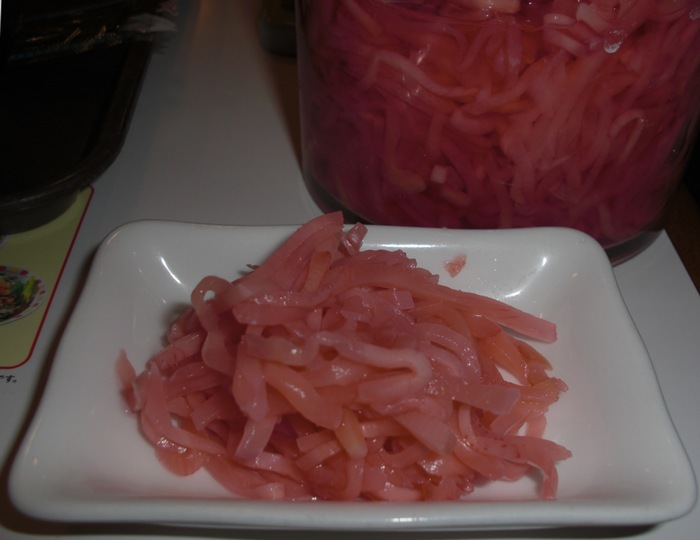
Бені шоґа

Назва складається з двох частин — бені (червоний) та шоґа (імбир). Також може вживатися назва кізамі бені шоґа.
Варто відрізняти від гарі, маринованого імбиру, що подається з суші.